# Flygtninge - 14 år senere
Flygtninge - 14 år senere er en dansk dokumentarfilm fra 2010 med ukendt instruktør.

## Handling
I 1997 var Folkekirkens Nødhjælp med til at lave film om en flygtningefamilie i Cambodja. De var lige vendt tilbage til deres gamle landsby og skulle nu starte forfra med at bygge deres liv op. 14 år senere vendes tilbage til familien for at vise dem filmen fra dengang og følge op på deres liv. Et liv, der samtidig fortæller historien om Cambodjas udvikling siden borgerkrigen.